# 1956年夏季奧林匹克運動會中華民國代表團
1956年，中華民國以「福爾摩沙—中国」（英語：Formosa-China）為名參加墨爾本夏季奧林匹克運動會。這是中華民國政府遷台後首次參加奧運會。

## 代表團名單
團長：鄧傳楷
顧問：郝更生、高信、李樸生、關頌聲
總幹事：江良規
祕書：劉建勤、倪文泂
中華奧會委員：李惠堂、徐亨、林鴻坦、魏振武
體育會議代表：周鶴鳴、吳文忠
財務：楊宏煜
技術助理：沈杉
按摩員：蘇念益
駐澳聯絡員：張勳之
籃球隊
- 教練：許彼德
- 選手：王毅軍、凌鏡寰、霍劍平、葉克強、賴連光、唐雪舫、陳祖烈、錢國楨、盧荷渠、朱聲漪、吳乙安、楊比福

田徑
- 教練：齊沛林
- 選手：楊傳廣、蔡成福、林德生、吳春財

拳擊
- 選手：藺世全

舉重
- 教練：林象賢
- 副教練：施玉筆
- 選手：林純仁、宋德良、高武明

射擊
- 選手：吳道源

## 項目及成績

### 籃球
獲得第11名
- 預選賽－ 對韓國～87：76（42：28）勝 ； 對烏拉圭～62：85（36：39）敗；對保加利亞～71：88（35：47）
- 落選賽－對新加坡～77：64（26：23）勝；對澳大利亞～86：73（39：40）勝；對泰國～65：52（35：31）勝
- 名次賽－對日本～61：82（38：32）敗；對澳大利亞～87：70（46：32）勝

### 田徑
楊傳廣－跳高（1.86米）第20名 ；十項全能（6521分）第8名 
蔡成福－400米跨欄（54秒6）未晉級
林德生－跳遠（7米11）未晉級
吳春財－三級跳遠（14米36）未晉級

### 拳擊
藺世全－第六級 第一回合對南非N.Andre 57：60 點數敗

### 舉重
宋德良－雛量級（56公斤）287.5公斤 第9名
林純仁－羽量級（60公斤）推舉87.5公斤，抓舉三次失敗。
高武明－中量級（75公斤）325公斤 第12名

### 射擊
吳道源－小口徑步槍三姿 1140分 第22名（44人參加）；小口徑步槍臥姿 595分 第19名（44人參加）；自由步槍 1040分 第15名（20人參加）